# راندولف ويتفيلد جونيور
راندولف ويتفيلد جونيور هو طبيب عيون أمريكي. خلال مسيرته، أجرى مسوحات رائدة تتبع انتشار العمى في المناطق المحرومة في أفريقيا جنوب الصحراء.

## حياته
حصل على شهاداته الطبية والدراسات العليا من جامعة فرجينيا في عام 1965 بموجب برنامج مزدوج. حصل على درجة البكالوريوس من جامعة برينستون.
في مستشفى نيري الإقليمي بالقرب من جبل كينيا ، قام بتدريب المسعفين والمسؤولين الإكلينيكيين على مكافحة أمراض العيون مثل الجلوكوما والتراخوما.